# 萨巴尔马蒂道场
萨巴尔马蒂道场 （Sabarmati Ashram）是位于印度古吉拉特邦艾哈迈达巴德薩巴爾馬蒂河的一個地方，是圣雄甘地的众多住所之一。他和他的妻子以及包括維諾巴·巴韋在內的追随者在薩巴爾馬蒂以及周邊的沃尔塔共生活了12年。在此期間甘地每天都會诵读薄伽梵歌。
1930年3月12日，甘地正是在这里發動了真理永恆運動。鉴于真理永恆運動对印度独立运动产生重大影响，印度政府已将萨巴尔马蒂道场列为国家歷史遺跡。